# Concejo Regional Shaar HaNéguev
Shaar HaNéguev (en hebreo: שער הנגב) (en español: Puerta del Néguev) es un consejo regional del distrito meridional de Israel. Se extiende entre la Franja de Gaza, Ascalón y Beerseba, hasta la parte noroeste del desierto del Néguev. El concejo regional de Shaar HaNéguev agrupa los siguientes núcleos de población:

## Aldea juvenil
| Aldea juvenil | hebreo |
| ------------- | ------ |
| Ibim          | איבים  |

## Kibutzim
| Kibutz      | Hebreo   |
| ----------- | -------- |
| Beror Hayil | ברור חיל |
| Dorot       | דורות    |
| Erez        | ארז      |
| Guevim      | גבים     |
| Kfar Aza    | כפר עזה  |
| Mefalsim    | מפלסים   |
| Nahal Oz    | נחל עוז  |
| Nir Am      | ניר עם   |
| Or Haner    | אור הנר  |
| Ruhama      | רוחמה    |

## Moshav
| Moshav  | hebreo |
| ------- | ------ |
| Yakhini | יכיני  |